# H-IIロケット
H-IIロケット（エイチツーロケット、エイチにロケット）は、宇宙開発事業団 (NASDA) と三菱重工が開発し、三菱重工が製造した人工衛星打上げ用ロケット。日本の人工衛星打ち上げ用液体燃料ロケットとしては初めて主要技術の全てが国内開発された。

## 概要
科学衛星打ち上げを目的とした宇宙科学研究所の一連の固体燃料ロケットでは、日本が世界4番目の人工衛星打ち上げ国となる等、国産技術による開発が進んでいたが、科学衛星に比べて大型の通信、放送、気象などの実用衛星を打ち上げる液体燃料ロケットの開発を担当することになった宇宙開発事業団では3世代目のH-Iロケットまで、アメリカのデルタロケットの技術を導入して主要部のライセンス生産をしていた。例えば、H-Iロケットで国内開発が実現していた主要部位は第2段・第3段用エンジンや慣性誘導装置等のみで、最も重要な第1段用エンジンはアメリカのものであった。
こうした状況の中、国内技術の進歩を図って高い信頼性と低コストで打上げを可能にし、1990年以降の2t級静止衛星の需要増加に適応することを目標に、1984年（昭和59年）にH-IIロケットの「開発研究」が、1986年に「開発」が開始された。これと同時にLE-5開発の経験を基に初の国産第1段用エンジンLE-7の開発も開始され、開発試験中の一人の死亡事故を含む爆発・火災事故などの難航を経て1994年に完成した。また、固体補助ロケットブースターも国産化し、初めて純国産液体燃料ロケットの開発に成功した。また、H-IIを使用した衛星打ち上げを請け負う民間ロケット会社『ロケットシステム（RSC）』を1990年に設立している。（1995年の試験3号機から請負。）
そして、1994年（平成6年）2月4日午前7時20分、第1号機の打ち上げに成功した。LE-7の開発が難航したため予定より2年遅れての打ち上げであった。この打ち上げで、搭載した性能確認用衛星（VEP、のちに「みょうじょう」と命名）と、軌道再突入実験機（OREX、のちに「りゅうせい」と命名）の地球周回軌道投入に成功した。
その後1997年まで合計5機の連続打ち上げに成功したが、打上げコストは1機あたり190億円でアリアンなどの諸外国製ロケットより遥かに高く、100億円以下が標準とされる国際市場での競争力は無かった。これはH-IIの開発検討が始まった1982年当時の1ドル240円のレートから円高が急激に進んだためであり、1号機が打ち上がった1994年には、1ドル100円台前半であった。このため打上げコストを半減するため次世代のH-IIAロケットを開発することが決まった。
1998年の5号機、翌年の8号機と連続で打上げに失敗したため、原因究明とH-IIA開発にリソースを集中するため、7号機の打上げをキャンセルし運用を終了することになった。
開発費は約2,700億円で、同じく全段を新規開発した欧州宇宙機関 (ESA) の主力ロケットのアリアン5シリーズの開発費、約8800億円から9900億円の3分の1以下である。
上段に用いられていた液体酸素・液体水素の組み合わせを、第1段と第2段両方に利用する大型実用ロケットは、H-IIが世界初であった（スペースシャトルはメインエンジンが液体酸素・液体水素だが1段式）。この推進剤の組み合わせは比推力（燃料効率を示す尺度）が高く、燃焼後に水蒸気しか発生しないためオゾン層への悪影響がほとんどなく環境との親和性が高いのが特徴である。ただし、大出力のエンジンが作りにくく推力が不足するときにはブースターが使用されるが、ブースターの固体燃料に含まれる過塩素酸アンモニウムの塩素成分はオゾン層に悪影響を与えるほか、燃焼時に毒性が強い塩化水素ガスを大量に生じさせる。
H-IIロケットを元に全面改良された次世代のH-IIAロケットとは基本的な要求性能が同じなので、8号機の2段目はH-IIAロケットの2段目に置き換えられ使用されている。また、J-Iロケットの1号機には一段目にH-IIのSRBが使用されているが、2号機ではH-IIAのSRBが使用されている。HOPE（H‐II Orbiting Plane）や、宇宙ステーション補給機（H-II Transfer Vehicle、略称: HTV）はH-IIの時に計画が始まりH-IIAに（名称にはH-IIが含まれたまま）引き継がれている。

## 構成と諸元

### 主要諸元一覧
| 段数(Stage)    | 第1段                                                             | 固体ロケット ブースタ               | 第2段 | フェアリング |
| -------------- | ----------------------------------------------------------------- | ----------------------------------- | --- | ------------ |
| 全長           | 35 m                                                              | 23 m                                | 11 m | 12 m         |
| 外径           | 4.0 m                                                             | 1.8 m                               | 4.0 m | 4.1 m        |
| 各段質量       | 98 t                                                              | 70.5 t                              | 20 t | 1.4 t        |
| 使用エンジン   | LE-7                                                              | SRB                                 | LE-5A | N/A          |
| 推進薬         | 液体酸素 液体水素 (LOX/LH2)                                       | ポリブタジエン系 コンポジット推進薬 | 液体酸素 液体水素 (LOX/LH2) | N/A          |
| 推進薬供給方式 | ターボポンプ                                                      | N/A                                 | ターボポンプ | N/A          |
| 推進薬質量     | 86 t                                                              | 59 t                                | 17 t | N/A          |
| 真空中推力     | 1,079 kN（110.1 tf）                                              | 1,765kN（180.1 tf）                 | 122 kN（12.4 tf） | N/A          |
| 真空中比推力   | 445 s                                                             | 273 s                               | 452 s | N/A          |
| 燃焼時間       | 345 s                                                             | 93 s                                | 598 s | N/A          |
| 姿勢制御       | エンジンジンバル 補助エンジン                                     | ジンバル                            | ジンバル ガスジェット | N/A          |
| 搭載電子機器類 | ・横加速度計測装置 ・制御電子パッケージ ・PCMテレメータパッケージ | ・PCMテレメータパッケージ           | ・慣性誘導計算機 ・慣性センサユニット ・データ・インタフェース・ユニット ・制御電子パッケージ ・計測制御装置 ・PCMテレメータパッケージ ・テレメータ送信装置 ・レーダトランスポンダ ・指令破壊受信機（2台） | N/A          |

### 構成

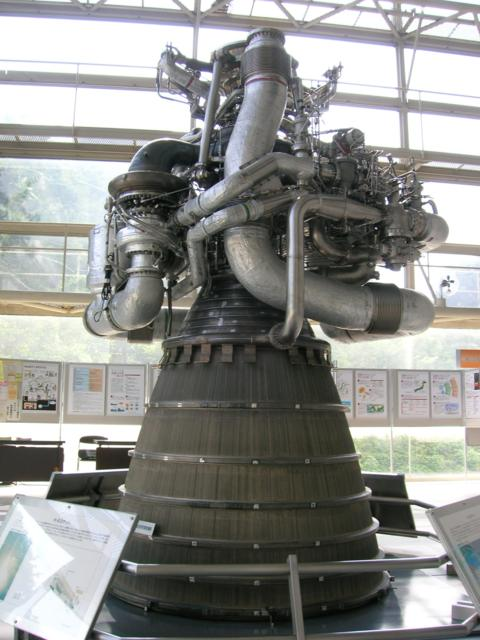
日本初の第1段用大型液体燃料エンジンのLE-7

世界的にも少ない液体酸素と液体水素を推進剤とする液体燃料ロケットエンジンを2段式ロケットの両段に備え、1段目には推力増強のための大型固体ロケットブースターが2本取り付けられている。全体構成について、以下に下から順に示す。
第1段機体 LE-7エンジン
1段目のエンジンには、NASDAと航空宇宙技術研究所と三菱重工と石川島播磨重工が共同開発した、液体酸素と液体水素を推進剤とする二段燃焼サイクルのLE-7エンジンを使用する。
技術テレメータ送信機をオプションで備えることが出来る。
第2段機体 LE-5Aエンジン
2段目のエンジンには、再着火能力を保有し液体酸素と液体水素を推進剤とするエキスパンダーブリードサイクルのLE-5Aエンジンを使用する。ただし高度化機体の8号機のみはH-IIAロケットの第2段を使用し、エンジンにはLE-5Bを使用した。
テレメータ送信機、レーダートランスポンダ2基、指令破壊受信機2基を備える。
固体ロケットブースタ SRB
日産自動車（後のIHIエアロスペース）が開発した大型の固体ロケットブースタのSRBを2本使用する。分離方式確認のためにTR-Iロケット（その後TR-IAロケットに発展）が開発された。1基70.5tの内、59tを占めるポリブタジエン系コンポジット固体燃料により、1,560kN（海面上）×2基の推力を生み出し、94秒間程燃焼した後は数秒後に分離投棄される。比推力は273秒（真空中）であり、可動式ノズルによって姿勢制御を行なう。打ち上げ能力向上のためSRBを6本使用する構想もあった。
固体補助ロケット SSB
日産自動車（後のIHIエアロスペース）が開発した小型の固体補助ロケットのSSBを2本使用する。TR-Iロケットのコアモータとほぼ同一のものであり、試験3号機のみに使用された。離床後10秒で空中点火される。
ペイロード・フェアリング
川崎重工が開発したフェアリングは外径4.1mから5.1mまで、ペイロードである衛星の大きさに合わせて複数種が使用される。
誘導装置
ストラップダウン式慣性誘導装置（NEC・日本航空電子が開発）とリング・レーザー・ジャイロを搭載している。

## 開発史
- 1984年
  - 「開発研究」スタート。
- 1986年
  - 「開発」スタート。
- 1987年
  - フェアリング分離試験。
- 1988年
  - 詳細設計終了。
- 1988年 - 1989年
  - H-IIロケットの4分の1モデルであるTR-Iロケットによる（同じく4分の1のダミーSRBを使用した）固体ロケット分離試験および飛行特性などの空力特性確認が行われる。[9]
- 1990年
  - 固体ロケット開発完了。
- 1991年
  - LE-7エンジン主噴射器の加圧試験で配管が破裂。吹き飛ばされた試験チャンバーのドアが直撃し三菱重工業の技術者1人が死亡。
- 1992年
  - GTVによる地上試験。
- 1994年
  - 初打ち上げ。

## 打上げ実績
| 機体        | 打上げ年月日   | フェアリング | 成否      | 積荷                 | 目的                             | 衛星軌道 | 備考 |
| ----------- | -------------- | ------------ | --------- | -------------------- | -------------------------------- | -------- | --- |
| 試験機1号機 | 1994年2月4日   | 4S           | 成功      | りゅうせい (OREX)    | 軌道再突入実験機                 | LEO      | 地球周回軌道を約1周してから逆噴射を行い大気圏再突入し実験成功                                                    |
| 試験機1号機 | 1994年2月4日   | 4S           | 成功      | みょうじょう (VEP)   | 性能確認用ペイロード             | GTO      | H-IIロケットの衛星軌道投入精度、打上げ時の機械環境条件等の測定                                                   |
| 試験機2号機 | 1994年8月28日  | 4S           | 成功      | きく6号 (ETS-VI)     | 技術試験衛星VI型                 | GSO      | SRB点火せず一時打ち上げ延期 二液式アポジエンジンの不調でGSO投入を断念し楕円軌道で通信実験を実施                  |
| 試験機3号機 | 1995年3月18日  | 5/4D         | 成功      | ひまわり5号 (GMS-5)  | 静止気象衛星5号                  | GSO      | RSCが請け負った最初の打ち上げ 固体補助ロケットSSBを2本使用                                                       |
| 試験機3号機 | 1995年3月18日  | 5/4D         | 成功      | SFU                  | 宇宙実験・観測フリーフライヤ     | LEO      | RSCが請け負った最初の打ち上げ 固体補助ロケットSSBを2本使用                                                       |
| 4号機       | 1996年8月17日  | 5S           | 成功      | みどり (ADEOS)       | 地球観測プラットフォーム技術衛星 | LEO      | 地球環境観測、次世代観測システムに必要なデータ収集、軌道間データ中継技術等の開発                                 |
| 4号機       | 1996年8月17日  | 5S           | 成功      | ふじ3号 (JAS-2)      | アマチュア衛星3号                | LEO      | Fuji-Oscar-29, FO-29                                                                                             |
| 6号機       | 1997年11月28日 | 4/4D         | 成功      | TRMM                 | 熱帯降雨観測衛星                 | LEO      | 熱帯の降雨観測                                                                                                   |
| 6号機       | 1997年11月28日 | 4/4D         | 成功      | きく7号 (ETS-VII)    | 技術試験衛星VII型                | LEO      | おりひめ・ひこぼしの愛称で無人ドッキング試験に成功                                                               |
| 5号機       | 1998年2月21日  | 4S           | 一部失敗  | かけはし (COMETS)    | 通信放送技術衛星                 | GSO      | 2段目エンジンの燃焼が予定より早く（192sに対し47s）停止しGTO投入に失敗 衛星のアポジエンジンにより準回帰軌道へ投入 |
| 8号機       | 1999年11月15日 | 5S           | 失敗      | 命名されず (MTSAT-1) | 運輸多目的衛星1号                | GSO      | 1段目エンジンが破損し推力を失ったため指令破壊 父島の北西約380kmの海上に落下 公募による名称は「みらい」           |
| 7号機       | 平成12年度     | 4/4D         | 中止 展示 | (MDS-1)              | 民生部品・コンポーネント実証衛星 | GTO      | H-IIAロケット2号機の打ち上げ後の2001年に打ち上げる予定が、8号機の失敗を受けて製作・打上げを中止                  |
| 7号機       | 平成12年度     | 4/4D         | 中止 展示 | (DRTS-W)             | データ中継技術衛星               | GSO      | H-IIAロケット2号機の打ち上げ後の2001年に打ち上げる予定が、8号機の失敗を受けて製作・打上げを中止                  |

注：LEO:低軌道、GSO:静止軌道、GTO:静止トランスファ軌道

## H-II 展示機

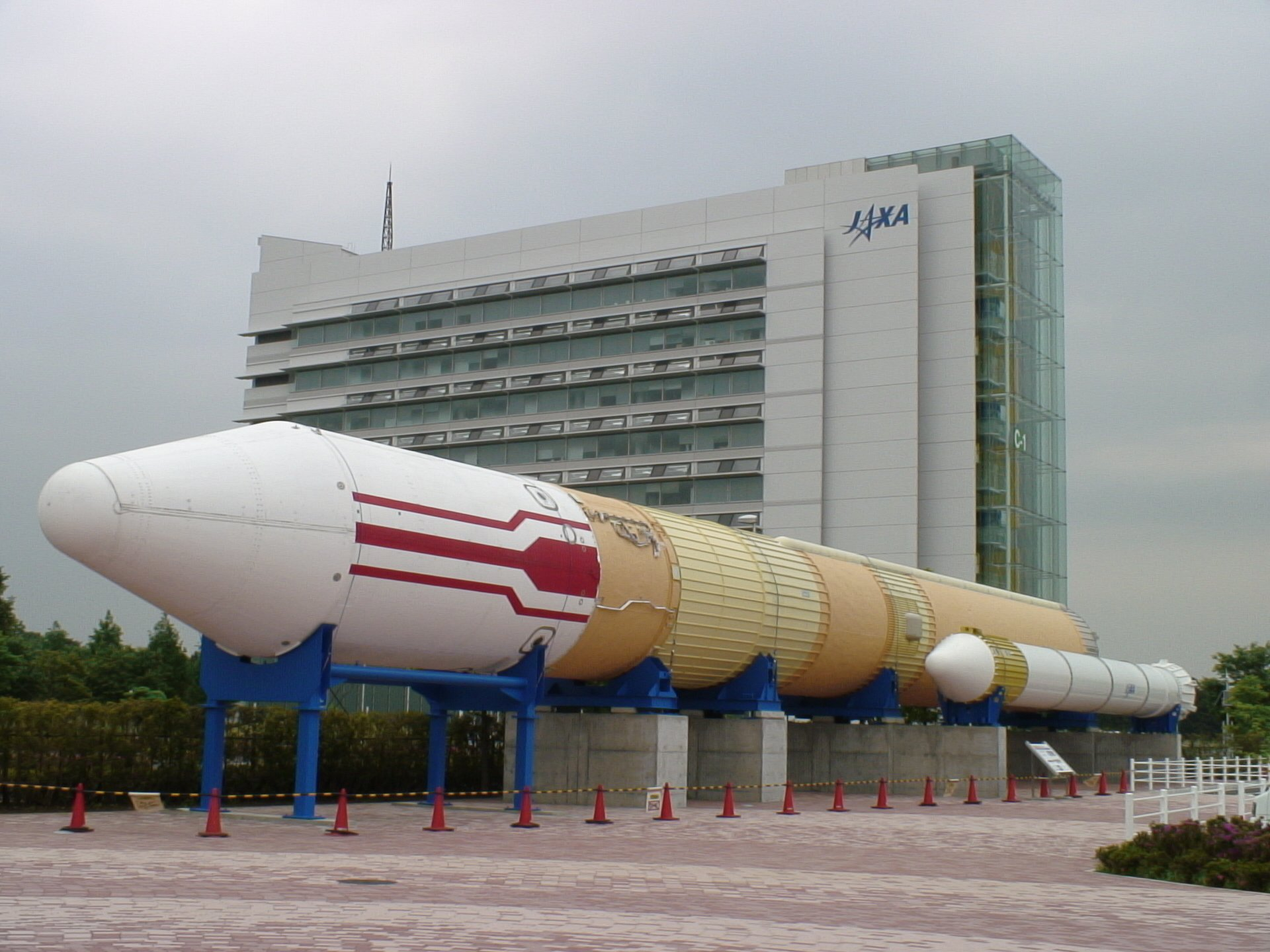
筑波宇宙センターの展示機

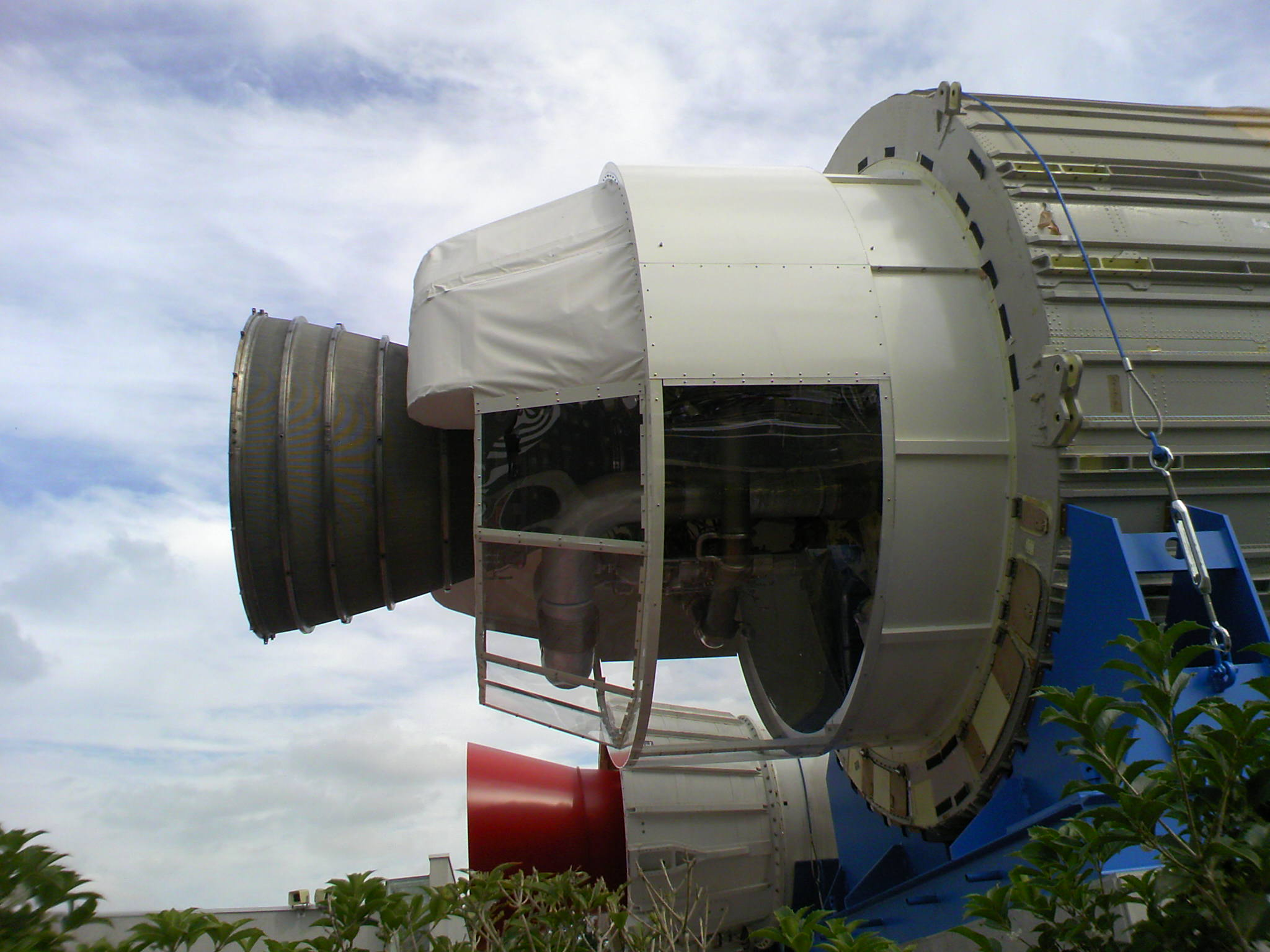
展示機に接続されたLE-7型エンジン（2007年10月20日撮影）

### H-IIロケット7号機
打上げ中止後、第一段および第二段機体がJAXA種子島宇宙センターの大崎第一事務所（ロケットガレージに改称）に保管されたままとなっており、2023年現在も、施設案内ツアーで見ることができる。2008年10月9日、国立科学博物館の重要科学技術史資料（通称：未来技術遺産）第00023号として登録された。

### 筑波宇宙センター
H-II開発時の試験機体の第一段が種子島宇宙センターに、第二段が三菱重工飛島工場（愛知県）、衛星フェアリングは角田宇宙センター（宮城県）、SRBはアイ・エイチ・アイ・エアロスペース富岡事業所（群馬県）にそれぞれ保管されていた。保管にかかる費用などが負担になり一時は廃棄することも検討されたが、2007年4月21日に行われた筑波宇宙センターの特別公開に合わせて約1億円をかけて輸送し屋外特別展示され、特別公開後はそのまま常設展示されている。展示されているのは本体（第一段、第二段、フェアリング、LE-7型エンジン）およびSRB 1機（これは7号機のもの）である。設置当初は、LE-7は装着されない状態であったが、2007年10月20日の筑波宇宙センター一般公開に間に合わせる形で、後からLE-7が装着された。LE-7装着部のカバーは部分的に透明の板になっており、配管の様子を見ることができる。また、試験時に接続するケーブルなどの部分もビニール袋などで簡易な防水処理だけが行われている。
なお、上述の展示に供された機体とは別に、実機と同じ構造で製作されたH-II地上試験機（GTV）は、試験後フライトモデルへと改修のうえ4号機として打ち上げられている。

### 実物大模型
上記2機は実機を展示しているが、展示用の実物大模型としては、種子島宇宙センターの公園内にもう1機の展示用模型が設置されている。また、つくばエキスポセンター（元は横浜博覧会のYES'89宇宙館の展示物）と、JAXA角田宇宙センターのある角田市スペースタワー・コスモハウスと、栃木県の栃木県子ども総合科学館と、鹿児島県の錦江湾公園の4箇所にもH-IIロケットが立てられた状態で屋外展示されている。このうち栃木県子ども総合科学館の実物大模型については、2025年（令和7年）の改修工事で青を基調としたデザインに変更されている。

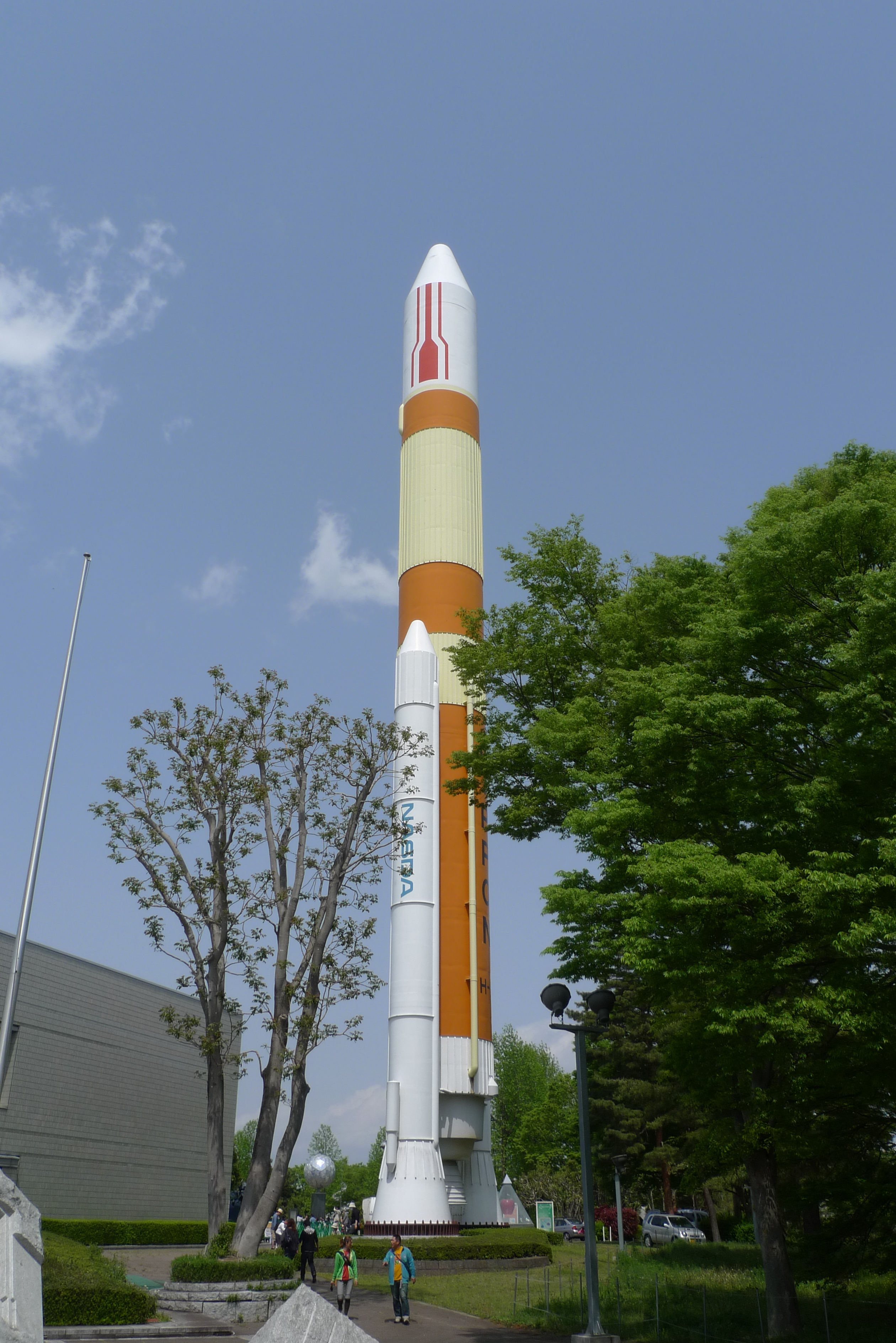
つくばエキスポセンター
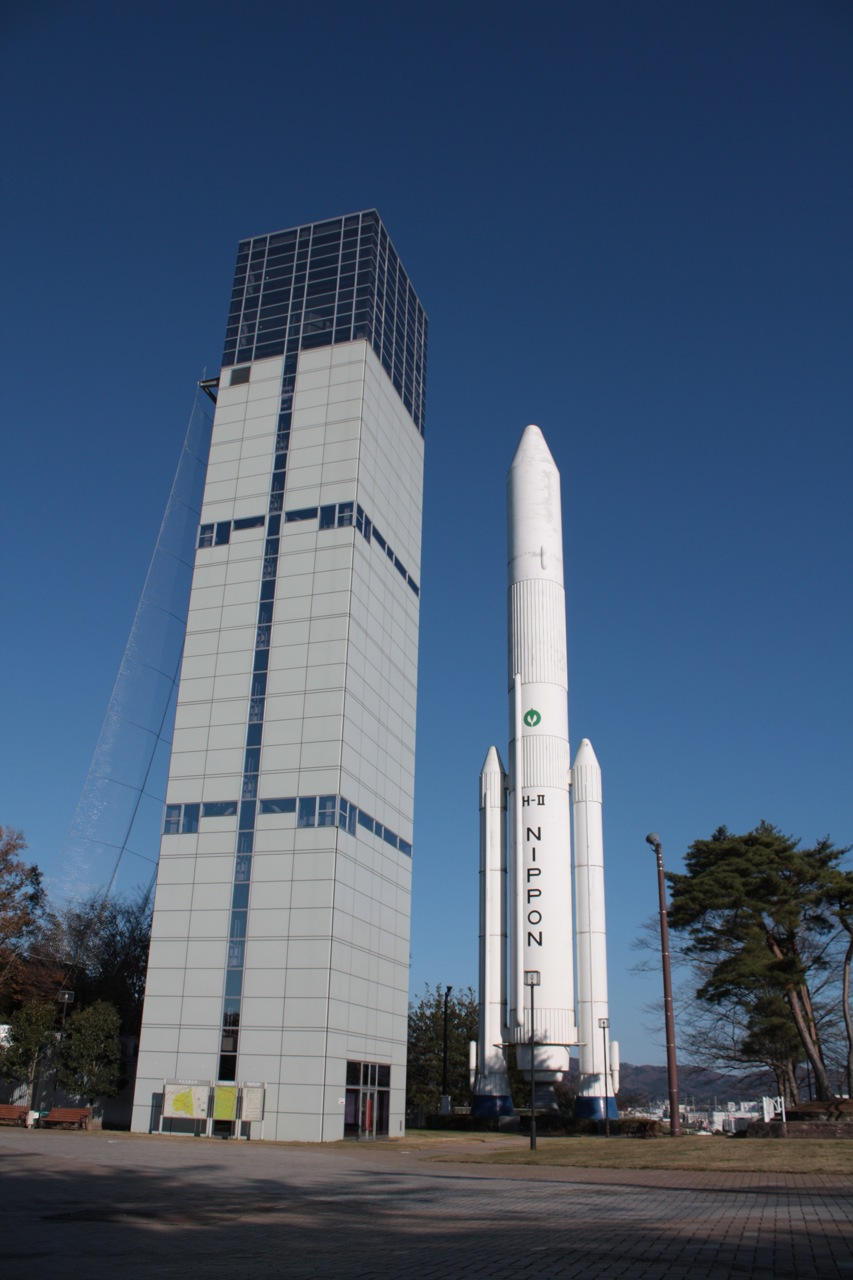
角田市スペースタワー・コスモハウス
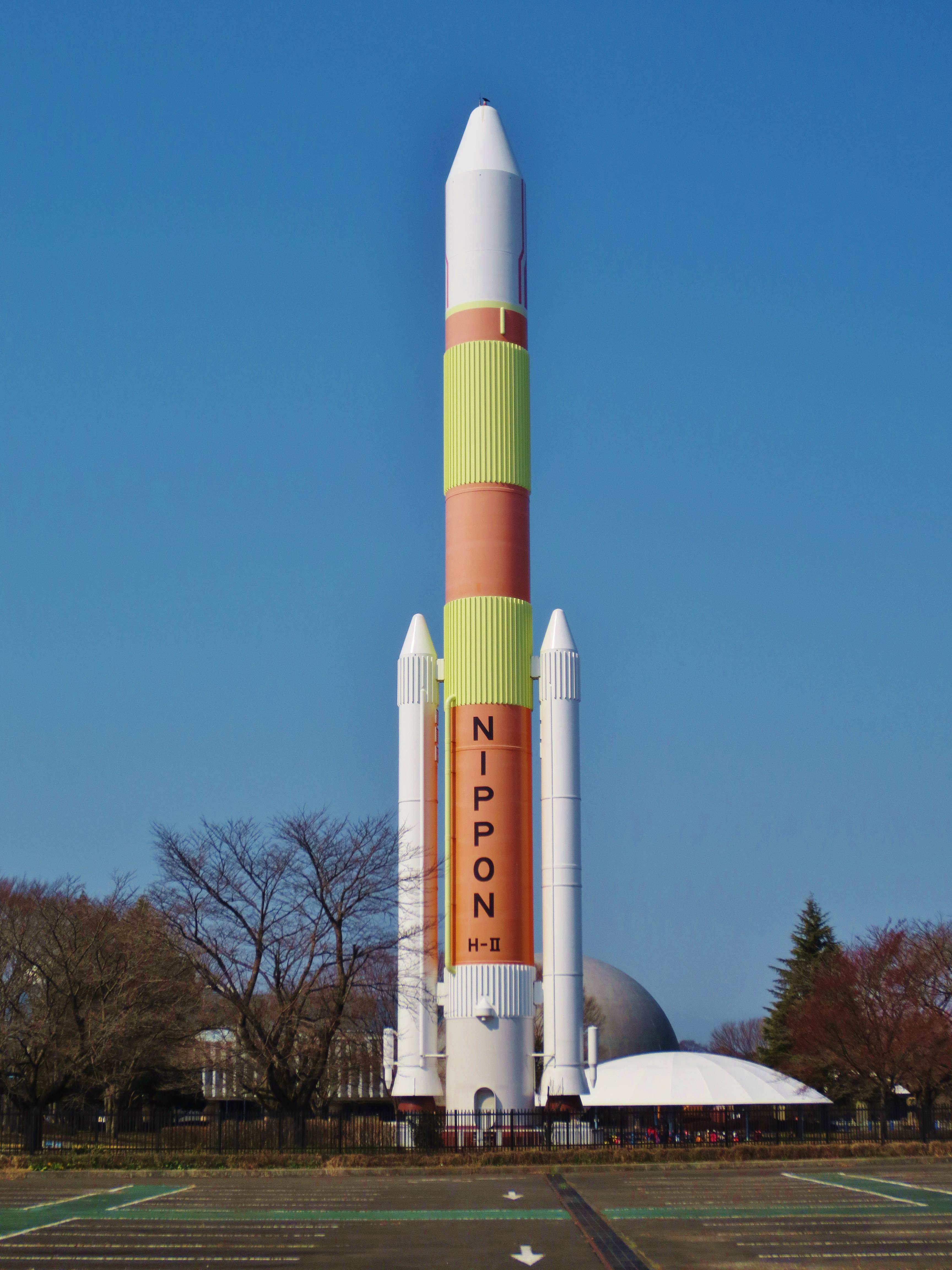
栃木県子ども総合科学館（2025年の改修前）
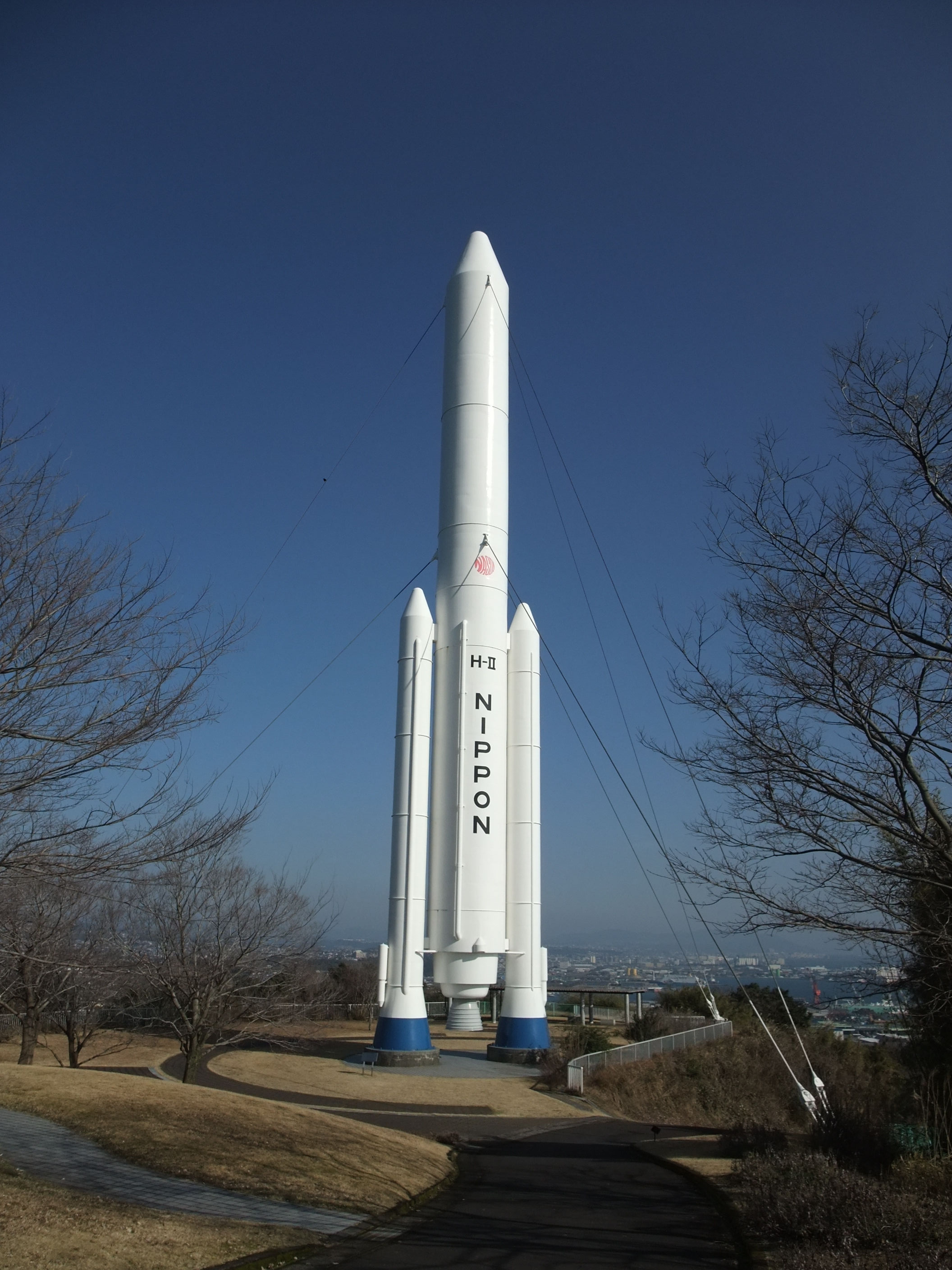
錦江湾公園

## 名称
NASDAではH-IIの読みを「えいちつー」で統一しているが規定ではない。「えいちに」という読みや「H-2」という表記も認めており、これらを使っても誤りとはいえない。NHKでは「えいちに」で統一している。文化放送の梶原しげるの本気でDONDONでH-IIを特集した日に、番組開始当初は「えいちつー」と呼んでいたが、番組の途中で「えいちに」が正しいとした。以後、文化放送では「えいちに」で統一されている。